# 埃伦·金
埃伦·金（英語：Ellen King，1909年1月16日—1994年2月3日），英国女子游泳运动员。她曾代表英国参加1924年和1928年夏季奥林匹克运动会游泳比赛，获得女子100米仰泳和女子4×100米自由泳接力银牌。